# 美国国防分析研究所

美国国防分析研究所标志

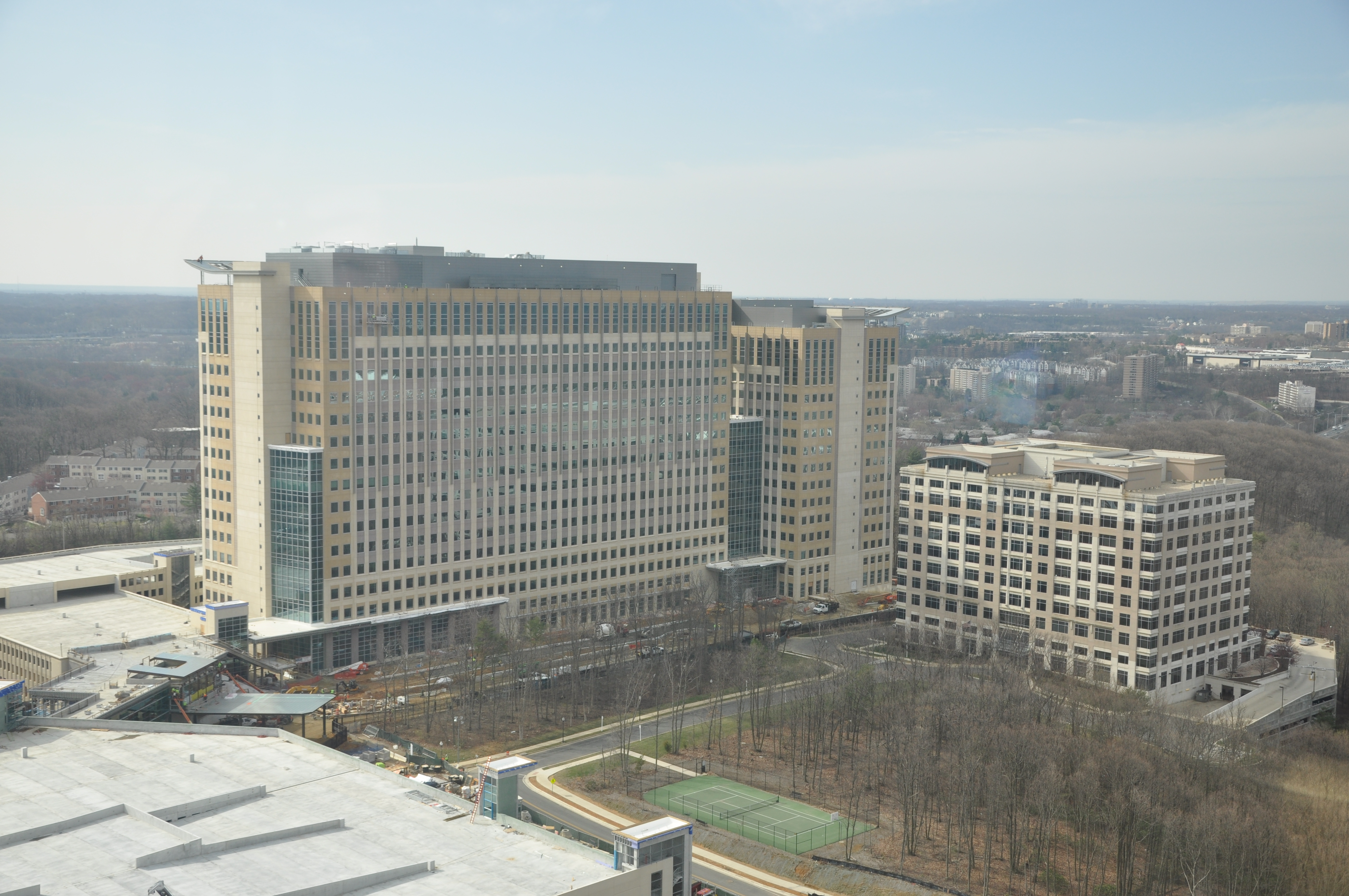
前研究所总部办公楼（右边）

美国国防分析研究所 以英文简称IDA著称于世，是一家美国非营利性机构，于1956年成立，总部位于弗吉尼亚州亚历山大市，负责管理系统与分析中心、科学与技术政策研究所以及通信与计算中心等三个联邦政府资助的研发中心，其宗旨是协助美国政府解决国家安全问题特别是那些需要科学和技术专家才能解决的的问题。

## 发展历史
美国国防分析研究所勃兴于第二次世界大战，有两个重要理念催生了国防分析研究所，其一，必须将几项服务统一为一个协调的部门，其二，关于科学与科学家以及国家安全之间关系的力量的认知。当哈里·杜鲁门总统签署了1947年和1949年的《国家安全法》并且成立了国防部时，第一个理念落地。1947年，陆军部和海军部合并成立了国家军事机构，今日之国防部是在1949年成立的。
为给予刚刚成立的美国国防部长办公室技术专家与资源以使其为己所用，国防部第一秘书詹姆斯·福雷斯塔尔于1948年组建武器系统评估小组，以协助国防部长办公室和参谋长联席会议成员组织：